# Salix hookeriana
Salix hookeriana es una especie de sauce perteneciente a la familia de las salicáceas. Es nativa de la costa oeste de Norteamérica desde Alaska al norte de California, donde crece en hábitats costeros como playas, pantanos , llanuras de inundación, y los cañones. 

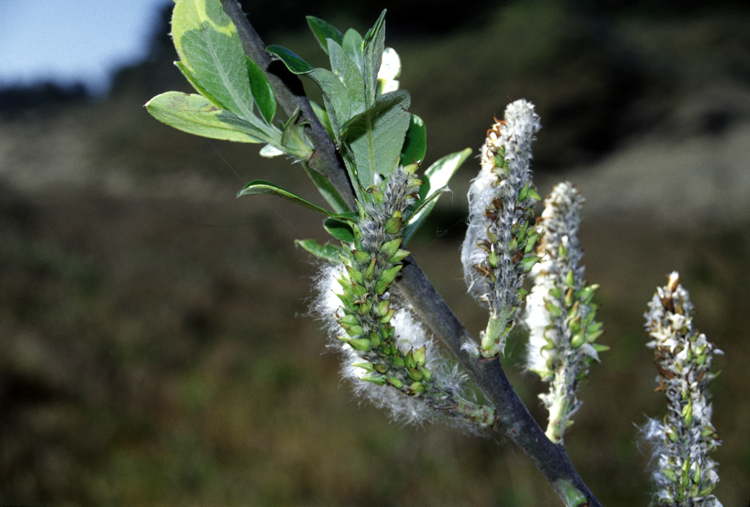
Detalle de los amentos

## Descripción
Es un arbusto o árbol que alcanza un tamaño de hasta 8 metros de altura, a veces formando tupidas colonias. Las hojas son de hasta 11 centímetros de largo, generalmente de forma ovaladas, onduladas lo largo de los bordes, y peludas a lanudas con textura brillante en el haz. La inflorescencia es un amento de hasta 9 o más centímetros de largo. Este sauce pueden hibridar con otras especies similares del género.

## Taxonomía
Salix hookeriana fue descrita por Barratt ex Hook. y publicado en Flora Boreali-Americana 2(10): 145, pl. 180, en el año 1838.
Etimología
Salix: nombre genérico latino para el sauce, sus ramas y madera.
hookeriana: epíteto otorgado en honor del botánico William Jackson Hooker.
Sinonimia
- Salix amplifolia
- Salix piperi[3]